# Бейбариський сільський округ
Бейбари́ський сільський округ (каз. Бейбарыс ауылдық округі, рос. Бейбарысский сельский округ) — адміністративна одиниця у складі Махабетського району Атирауської області Казахстану. Адміністративний центр — село Бейбарис.
Населення — 3764 особи (2021; 3435 у 2009, 3119 у 1999, 2602 у 1989).
Станом на 1989 рік існувала Чкаловська сільська рада (села Редут, Сорочинка, Чкалово). 2013 року ліквідовано село Кизилжар.

## Склад
До складу округу входять такі населені пункти:
| Населений пункт  | Колишні назви | Населення, осіб (1989) | Населення, осіб (1999) | Населення, осіб (2009) | Населення, осіб (2021) |
| ---------------- | ------------- | ---------------------- | ---------------------- | ---------------------- | ---------------------- |
| Аккайин, село    | Сорочинка     | 174                    | 130                    | 89                     | 78                     |
| Бейбарис, село   | Чкалово       | 1837                   | 2151                   | 2429                   | 2553                   |
| --Кизилжар, село | -             | -                      | 87                     | 46                     | -                      |
| Талдиколь, село  | Редут         | 591                    | 751                    | 871                    | 1133                   |